# قانون حفظ الشحنة

قانون حفظ الشحنة قانون مصاغ من قانون حفظ الطاقة وهو علاقة حسابية بين كمية الشحنة داخل وسط ما وبين مقدار تدفق تلك الشحنة داخل وخارج الوسط، ينص القانون على أن كمية الشحنة الكهربائية في دائرة كهربائية معزولة هي مقدار ثابت مما يعني أن الطاقة لا تفنى ولا تستحدث من العدم ولكنها تتحول من صورة إلى أخرى ويمكن اثبات هذا القانون رياضيا عن طريق قانون أمبير وقانونا كيرشوف.